# 土佐黑潮鐵道

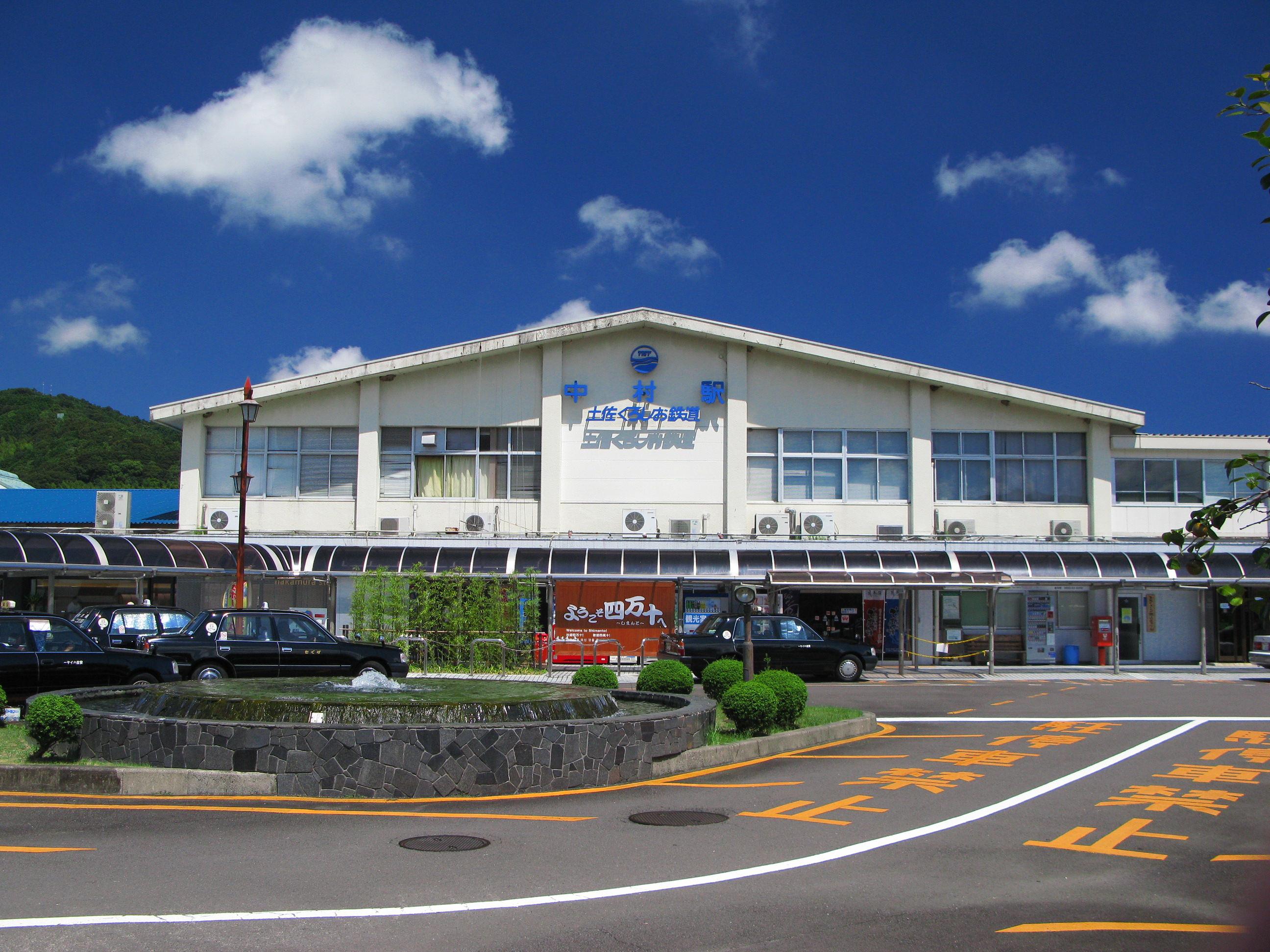
位於中村站內的土佐黑潮鐵路總部

土佐黑潮鐵道股份有限公司（日语：／ Tosa Kuroshio Tetsudō */?），簡稱土佐黑潮鐵道，日本四國地區的鐵路運輸業者。總部設於高知縣四萬十市。

## 公司背景
1986年，以高知縣縣政府及和其沿線多個自治體（地方政府）等集資所組成日本第三部門鐵道，以便承接日本國有鐵道特定地方交通線中村線的後續營運。後來透過「國鐵再建法」，再投得宿毛線及阿佐線的興建權。
開業初期，公司的營運未如理想。其中，1998年及2005年先後發生了兩次重大的鐵道事故，更令資金出現緊絀，經營環境更見惡劣。後來他們聘請了原任職近畿日本鐵道的寺田敏春為社長，並進行一系列精簡開支政策，包括採用「上下分離分式」管理資金。
2002年，土佐黑潮鐵道邀請高知縣出身的著名漫畫家柳瀨嵩（即麵包超人作者）為公司進行形象推廣，設計了一連串的卡通人物及為列車設計圖案，引入觀光式走廊列車等，隨著阿佐線（即后免·奈半利线）近年的收入有所提昇，令公司這幾年的整體狀況稍為好转。

## 歷史
- 1986年
  - 5月8日：土佐黑潮鐵道正式成立。
  - 11月22日：國鐵中村線決定轉移於土佐黑潮鐵道。
- 1987年2月5日：宿毛線宿毛站 - 中村站獲興建許可。
- 1988年
  - 1月28日：阿佐線後免站 - 奈半利站獲興建許可。
  - 4月1日：中村線窪川 - 中村間開業。
- 1997年10月1日：宿毛線宿毛 - 中村間開業。
- 1998年6月11日：中村線發生事故。事後遭運輸省（即現國國土交通省）書面警告。事後公司定每年6月11日為事故防止日，進行事故演習。
- 2002年7月1日：阿佐線後免 - 奈半利間開業。
- 2003年12月8日：中村線荷稻站 - 伊與喜站因山泥傾瀉而暫停服務。
- 2004年1月10日：中村線荷稻站 - 伊與喜站重開。
- 2005年
  - 3月2日：宿毛站發生列車撞向車站的嚴重意外。宿毛線全線停駛。
  - 4月7日：宿毛線東宿毛站 - 中村間普通列車重開，列車以東宿毛站為終點站。
  - 6月13日：宿毛線特急列車重開，仍以東宿毛站為終點站。
  - 11月1日：宿毛駅重開，宿毛線全線恢復營運。
- 2006年3月1日：與JR四國共同為所有車站設立車站編號。
- 2010年3月20日：中村站重新裝修完工，並於同年獲得多個獎項。

## 經營路線
現時共經營三條路線。
| 記號 | 中文線名      | 日文線名 | 起點         | 終點           | 距離（公里） |
| ---- | ------------- | -------- | ------------ | -------------- | ------------ |
| TK   | 中村線        |          | 窪川（TK26） | 中村（TK40）   | 43.0         |
| TK   | 宿毛線        |          | 中村（TK40） | 宿毛（TK47）   | 23.6         |
| GN   | 後免·奈半利線 |          | 後免（GN40） | 奈半利（GN21） | 42.7         |

## 車款
- JR四國2000系氣動車，其中一列共四節列車歸土佐黑潮鐵道擁有及管理。用於中村線及宿毛線，能直通至土讚線、予讚線、瀨戶大橋線至岡山站、高知站及高松站。
- TKT8000形，共8輛。用於中村線及宿毛線。
- 9640形，共11輛。用於阿佐線。

## 外部連結
- 土佐黑潮鐵道官方網站 （页面存档备份，存于）（日語）